# Bolivar County
Bolivar County är ett administrativt område i delstaten Mississippi, USA, med 34 145 invånare. De administrativa huvudorterna (county seat) är Rosedale och Cleveland. 

## Geografi
Enligt United States Census Bureau har countyt en total area på 2 347 km². 2 269 km² av den arean är land och 75 km² är vatten.

### Angränsande countyn
- Coahoma County - nord
- Sunflower County - öst
- Washington County - syd
- Desha County, Arkansas - väst

### Städer och samhällen
- Cities
  - Cleveland
  - Rosedale
  - Mound Bayou
  - Shaw (även Sunflower County)
  - Shelby

- Towns
  - Benoit
  - Beulah
  - Boyle
  - Duncan
  - Gunnison
  - Merigold
  - Pace
  - Renova
  - Winstonville